# فينكس أرينا
فينكس أرينا (بالإنجليزية: PHX Arena)‏ هي ساحة متعددة الأغراض في فينيكس، أريزونا.